# João I de la Roche
João I de la Roche foi Duque de Atenas. Esteve à frente dos destinos do ducado de 1263 até 1280. Foi antecedido por Guido I de la Roche e Seguiu-se-lhe Guilherme I de la Roche.
Foi também o terceiro senhor do Senhorio de Argos e Náuplia, estado cruzado, criado como feudo do Principado de Acaia. Foi antecedido por Guido I de la Roche e seguido no governo do senhorio por Guilherme I de la Roche.